# Williamsburg (Novo México)
Williamsburg é uma vila localizada no estado americano de Novo México.

## Demografia
Segundo o censo americano de 2000, a sua população era de 527 habitantes.

## Geografia
De acordo com o United States Census Bureau tem uma área de
1,2 km², dos quais 1,2 km² cobertos por terra e 0,0 km² cobertos por água.

## Localidades na vizinhança
O diagrama seguinte representa as localidades num raio de 56 km ao redor de Williamsburg.